# Seinäjoki Crocodiles
Die Seinäjoki Crocodiles sind ein finnischer American-Football-Verein aus Seinäjoki.

## Geschichte
Der Verein wurde 1987 gegründet und nahm 1989 am Ligabetrieb teil. In der Saison 1992 spielten die Crocodiles erstmals in der Vaahteraliiga, der höchsten finnischen Spielklasse. Im Jahr 1996 konnten sie die Liga auf dem dritten Platz abschließen.
In der Saison 2000 gelang den Crocodiles zum ersten Mal der Einzug in die Vaahteramalja, das Endspiel um die finnische Meisterschaft. Dort unterlagen sie Serienmeister Helsinki Roosters. Ein Jahr später stand Seinäjoki erneut den Roosters im Finale gegenüber. Den Crocodiles glückte mit einem 15:13-Sieg die Revanche und sie sicherten sich so ihren ersten und bislang einzigen Meistertitel.
Als finnischer Meister nahmen die Crocodiles im Jahr 2002 an der European Football League (EFL) teil. Im Viertelfinale setzten sie sich gegen den schwedischen Vertreter Tyresö Royal Crowns durch. Im Halbfinale unterlagen sie dann trotz einer Halbzeitführung den Braunschweig Lions auswärts nur knapp mit 7:15.
In den Jahren 2005 und 2007 stand Seinäjoki jeweils in der Vaahteramalja, unterlag aber beide Male knapp den Porvoo Butchers (7:17 und 14:15). In der Saison 2008 erreichten die Crocodiles erneut das Halbfinale der EFL. In der Vorrunde besiegten sie die Moskau Patriots (17:6) und im Viertelfinale Eidsvoll 1814’s (22:16) jeweils auswärts. Im Halbfinale unterlagen sie dann den Vienna Vikings deutlich mit 7:43. Als Halbfinalist waren die Crocodiles in der EFL 2009 bereits für das Viertelfinale qualifiziert, unterlagen jedoch in einem rein finnischen Duell den Porvoo Butchers mit 21:27 nach Verlängerung.
In der Saison 2010 mussten sich die Crocodiles in der Vaahteramalja erneut den Porvoo Butchers geschlagen geben. Ein Jahr später standen sie im Finale den Helsinki Wolverines gegenüber und wurden wiederum nur Vizemeister. Auch in den Jahren 2015 und 2016 erreichten die Crocodiles durch Niederlagen im Finale gegen die Roosters jeweils den Vizetitel.

## Erfolge
- Finnische Meisterschaft
  - Meister: 2001
  - Vize: 2000, 2005, 2007, 2010, 2011, 2015, 2016, 2022, 2023, 2024
  - Dritter: 1996, 2002, 2004, 2006, 2009, 2012–2014

- European Football League
  - Halbfinalist: 2002, 2008